# پایتخت و آرامگاه‌های امپراتوری گوگوریو
پایتخت و آرامگاه‌های امپراتوری گوگوریو واقع در چین در سال ۲۰۰۴ توسط یونسکو در میراث جهانی به ثبت رسید. این سایت شامل بقایای باستان‌شناسی از ۴۰ مقبره است که توسط گوگوریو ساخته شده است. شهرهای جولبون و قلعه گونگنه در این منطقه قرار دارند.
سایت‌های باستان‌شناسی در سال ۲۰۰۴ میلادی در مجموع به‌عنوان یک مکان میراث جهانی شناخته شدند، و به عنوان این مکان تحت پنج معیار اول از شش معیار برای سایت‌های میراث فرهنگی واجد شرایط هستند. این نام شامل بقایای باستان‌شناسی سه شهر-قلعه است: شهر کوهستانی وونو، گونگنه و هواندو، و چهل مقبره شناسایی شده از خانواده‌های امپراتوری و نجیب‌زاده گوگوریو است.
در سال ۲۰۱۰ میلادی، دولت چین پارک ملی باستان‌شناسی جیان گائوگولی (به چینی: 集安高句丽考古遗址公园) را تأسیس کرد که شامل تمام سایت‌های میراث جهانی گوگوریو در جیان و جیلین است، اما نه آنهایی که در لیائونینگ (به‌عنوان شهر کوهستانی وونو) هستند.
کره شمالی در ابتدا تلاش کرد تا میراث جهانی این مکان‌ها را از حدود سال ۲۰۰۰ میلادی به ثبت برساند. اگرچه قرار بود درسال ۲۰۰۳ میلادی ثبت شود، اما چین با ثبت انحصاری کره شمالی مخالفت کرد و برای ثبت ویرانه‌های گوگوریو پراکنده در استان جیلین درخواست داد. به همین دلیل، بقایای کره شمالی و چین به صورت ثبت همزمان در سال ۲۰۰۴ میلادی به ثبت رسید.

## شهرهای پایتخت
شهر کوهستانی وونو (اونیوسان سونگ) اولین پایتخت گوگوریو بود. گونگنه و هواندو نیز پایتخت گوگوریو بودند.
شهر کوهستانی وونو فقط تا حدی حفاری شده است. پس از انتقال پایتخت اصلی گوگوریو به پیونگ‌یانگ، شهر گونگنه، در شهر مدرن جیان، نقش یک پایتخت پشتیبان را ایفا کرد. هواندو دارای بقایای بسیاری از جمله یک قصر بزرگ و آرامگاه‌های بسیاری است.
شهرهای پایتخت گوگوریو نمونه اولیه شهرهای کوهستانی هستند که بعدها توسط فرهنگ‌های همسایه تقلید شد. سیستم شهرهای پایتخت که توسط شهر گونگنا و شهر کوهستانی واندو ارائه می‌شد نیز بر ساخت پایتخت‌های بعدی که توسط رژیم گوگوریو ساخته شد، تأثیر گذاشت.
شهرهای پایتخت گوگوریو ترکیبی عالی از خلقت انسان و طبیعت را نشان می‌دهند، چه با صخره‌ها و چه با جنگل‌ها و رودخانه‌ها.

## آرامگاه‌ها

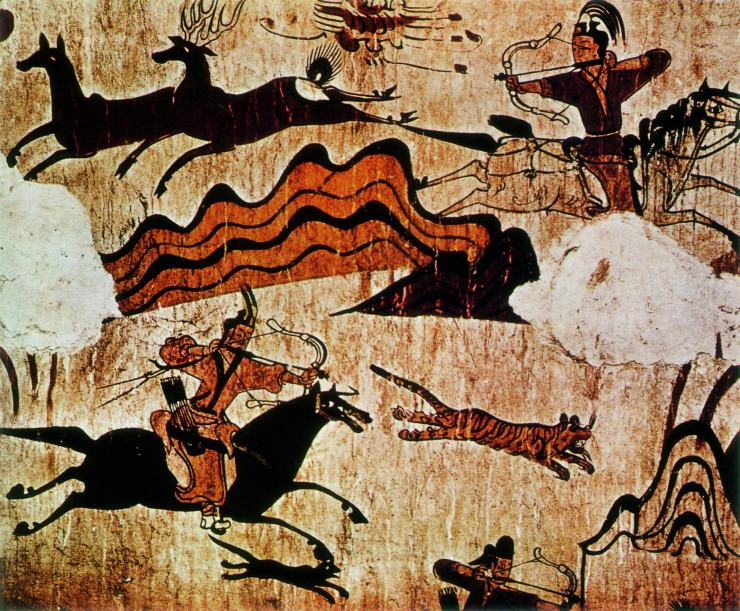
نقاشی دیواری آرامگاه گوگوریو، اواسط هزاره نخست میلادی.

این سایت شامل بقایای باستان‌شناسی ۴۰ آرامگاه است که توسط گوگوریو، که بر بخش‌هایی از شمال شرقی چین و نیمه شمالی شبه‌جزیره کره حکومت می‌کرد، ساخته شد.
برخی از مقبره‌ها دارای سقف‌های استادانه‌ای هستند که به گونه‌ای طراحی شده‌اند که فضاهای وسیع و بدون ستون را پوشش می‌دهند و بار سنگین تپه‌ای سنگی یا خاکی را بر فراز آن‌ها قرار می‌دهند. نقاشی‌های موجود در آرامگاه‌ها، در عین حال که مهارت‌های هنری و سبکی خاص را نشان می‌دهد، نمونه‌ای از تأثیر قوی فرهنگ‌های مختلف نیز می‌باشد.
این آرامگاه‌ها نشان دهنده شاهکاری از نبوغ خلاق انسان در نقاشی‌های دیواری و سازه‌های خود هستند.